# Koserow
Koserow (pol. hist. Kosarzów, ew. Kozarzewo), Ostseebad – gmina w Niemczech, wchodząca w skład Związku Gmin Usedom-Süd w powiecie Vorpommern-Greifswald, w kraju związkowym Meklemburgia-Pomorze Przednie, na wyspie Uznam. Około 1,7 tys. mieszkańców.
W pobliżu rezerwat przyrody „Streckelsberg”, ok. 4 km od brzegu widoczne wystające z morza skały zwane Vinetariff wiązane z legendarną pochłoniętą przez morze Winetą.
W miejscowości jest stacja kolejowa Koserow.

## Współpraca międzynarodowa
- Gmina Złocieniec